# Кенхреида
Кенхреида (грч. Κεγχρηίς, лат. Cenchreis) је у грчкој митологији била Кинирина супруга и Мирина мајка.

## Митологија
Кенхреида се хвалила да је њена кћерка лепша од богиње Афродите, па ју је она казнила тако што је у Мирином срцу распламсала љубав према сопственом оцу. Према Овидијевим „Метаморфозама“, када је Кенхреида била одсутна због светих ритуала током празника богиње Церере (или годишњег фестивала Деметре, коме су присуствовале све удате жене), Мирина дадиља је искористила прилику да помогне девојци да заведе припитог оца.